# Глинський Теофан
Теофан Глинський (криптонім і псевдонім — Т. Г., Т. Г. з Городниці; 1806 — 17 квітня 1893, Городниця (сучасний Городенківський район) — галицький український письменник, публіцист, історик, мовознавець, культурно-громадський діяч.

## Короткий життєпис
Народився 1806 року на Івано-Франківщині. У 1829 році закінчив Львівський університет. Під час революції 1848-49 років був обраний секретарем Богородчанської Руської ради. Виступав за обов'язкову початкову освіту для українців, викладання в навчальних закладах українською мовою, полегшення для дітей селян умов вступу до гімназій. У 1848 році був учасником Собору руських учених у Львові.
Обстоював розвиток літературної на основі живої народної мови. Боровся за запровадження фонетичного правопису. Автор низки статей на громадсько-політичні теми з історії, мовознавства, зокрема: «Гадки в образованії і розвиванії письменного руського язика» (1851). Автор праці «Граматика мала руського язика для шкіл парафіальних в Галіції» (1845, не опубліковано) та поетичних переспівів з біблійної міфології, сюжетів на морально-етичні теми. Друкувався в журналах «Зоря» і «Правда», газетах «Батьківщина», «Діло», «Руска Рада», «Вісник для русинів Австрійської держави» та ін.

## «Граматика …» Глинського
У 1844 p. Львівська консисторія оголосила конкурс на найкращий шкільний підручник. Теофан Глинський 1845 року надіслав на конкурс «Граматику малу руского языка для шкіл парафіяльних Галициї», написану живою розмовною мовою. Підручник складався із вступу, двох частин і додатку. Перша частина присвячена матеріалу про «писмена, склади, слова», друга — «о частих мови (науках)». Автор визначає такі частини мови: «імє річи (существител/ное), імє прикладне (прилагател/ное), імє числытел/не (личбовнык), заімок (містоімініє), слово часове, передімок (предлог), прислівце (нарічіє), співник (союз) і викрыкник (междометіє)». За взірець Т. Глинському слугувала граматика польської мови Корчинського (видана у Львові 1826 р.). У багатьох випадках — це переробка, а найчастіше — переклад цієї польської граматики. З неї Т. Глинський узяв багато польських граматичних термінів, слів і конструкцій. Цю ж граматику Корчинського Глинський узяв за основу, створивши у 1845 р. «начальныя правила малорусской Грамматики». Рукопис Глинського було відправлено автору для доробки. Книжка так і не була надрукована. За висловом Михайла Возняка, вона «була підручником церковнослов'янського та великорусько-українського макаронізму». Рукопис зберігається у Львівській бібліотеці.